# Municipio de Baxter
El municipio de Baxter (en inglés: Baxter Township) es un municipio ubicado en el condado de Lac qui Parle en el estado estadounidense de Minnesota. En el año 2010 tenía una población de 200 habitantes y una densidad poblacional de 2,15 personas por km².

## Geografía
El municipio de Baxter se encuentra ubicado en las coordenadas 44°55′47″N 95°54′56″O / 44.92972, -95.91556. Según la Oficina del Censo de los Estados Unidos, el municipio tiene una superficie total de 93.14 km², de la cual 92,95 km² corresponden a tierra firme y (0,2 %) 0,19 km² es agua.

## Demografía
Según el censo de 2010, había 200 personas residiendo en el municipio de Baxter. La densidad de población era de 2,15 hab./km². De los 200 habitantes, el municipio de Baxter estaba compuesto por el 99 % blancos, el 1 % eran asiáticos. Del total de la población el 0 % eran hispanos o latinos de cualquier raza.